# Mario Escobar
Mario Escobar (ur. 19 września 1986 roku) – gwatemalski sędzia piłkarski. Od 2013 roku sędzia międzynarodowy.
Escobar znalazł się na liście sędziów Złotego Pucharu CONCACAF 2019 i 2021, Pucharu Narodów Afryki 2021 oraz Mistrzostw Świata 2022.

## Sędziowane mecze Złotego Pucharu CONCACAF 2019[1]
| Mecz                       | Data       | Miejsce                             | Runda        | Wynik | Żółta kartka | Czerwona kartka |
| -------------------------- | ---------- | ----------------------------------- | ------------ | ----- | ------------ | --------------- |
| Nikaragua – Haiti          | 21.06.2019 | Toyota Stadium, Frisco              | Faza grupowa | 0:2   | 6            | 0               |
| Jamajka – Panama           | 26.06.2019 | Lincoln Financial Field, Filadelfia | Ćwierćfinał  | 1:0   | 3            | 0               |
| Meksyk – Stany Zjednoczone | 8.07.2019  | Soldier Field, Chicago              | Finał        | 1:0   | 0            | 0               |

## Sędziowane mecze Złotego Pucharu CONCACAF 2021[2]
| Mecz                          | Data       | Miejsce                                 | Runda        | Wynik | Żółta kartka | Czerwona kartka |
| ----------------------------- | ---------- | --------------------------------------- | ------------ | ----- | ------------ | --------------- |
| Martynika – Stany Zjednoczone | 16.07.2021 | Children’s Mercy Park, Kansas City      | Faza grupowa | 1:6   | 0            | 0               |
| Kostaryka – Jamajka           | 21.07.2021 | Exploria Stadium, Orlando               | Faza grupowa | 1:0   | 1            | 1               |
| Meksyk – Honduras             | 25.07.2021 | University of Phoenix Stadium, Glendale | Ćwierćfinał  | 3:0   | 5            | 0               |

## Sędziowane mecze Pucharu Narodów Afryki 2021[3]
| Mecz                        | Data       | Miejsce                     | Runda        | Wynik | Żółta kartka | Czerwona kartka |
| --------------------------- | ---------- | --------------------------- | ------------ | ----- | ------------ | --------------- |
| Senegal – Zimbabwe          | 10.01.2022 | Kouekong Stadium, Bafoussam | Faza grupowa | 1:0   | 2            | 0               |
| Algieria – Gwinea Równikowa | 16.01.2022 | Stade de Japoma, Duala      | Faza grupowa | 0:1   | 7            | 1               |

## Sędziowane mecze Mistrzostw Świata 2022[4]
| Mecz         | Data       | Miejsce                          | Runda        | Wynik | Żółta kartka | Czerwona kartka |
| ------------ | ---------- | -------------------------------- | ------------ | ----- | ------------ | --------------- |
| Walia – Iran | 25.11.2022 | Ahmad bin Ali Stadium, Al-Rajjan | Faza grupowa | 0:2   | 3            | 1               |